# Ла-ан-дер-Тайя

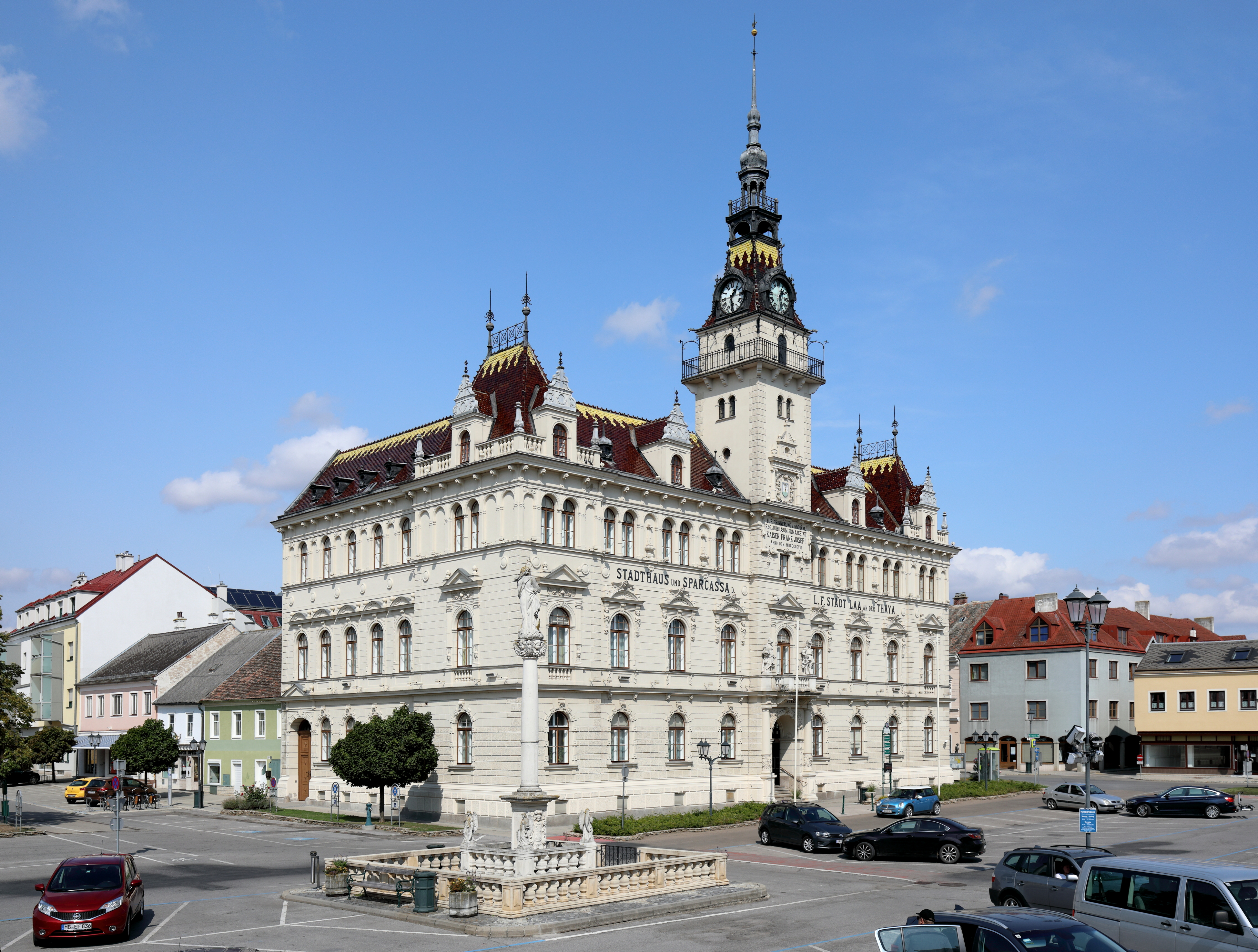
Ратуша

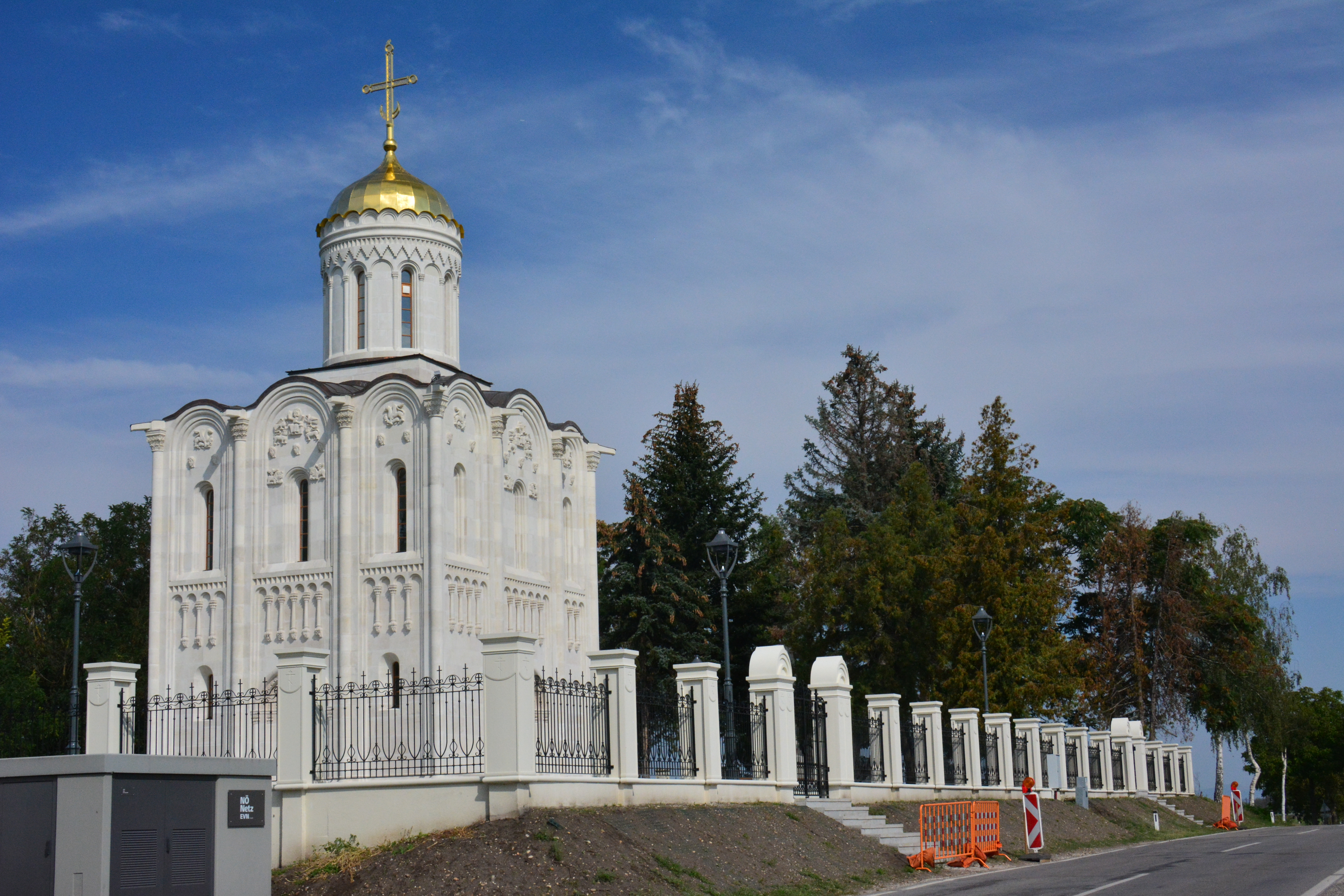
Храм Архистратига Михаила, возле братских могил советских воинов.

Ла-ан-дер-Тайя (нем. Laa an der Thaya) — город (нем. Stadt) в Австрии, в федеральной земле Нижняя Австрия.
Населённый пункт входит в состав округа Мистельбах. Население составляет 6 218 человек (на 1 января 2010 года). Занимает площадь 72,89 км². Официальный код — 31629. Город и его окрестности освобождены в 1945 году от войск нацистской Германии ВС Союза ССР.

## География
Город Лаа ан дер Тайя расположен на севере винного региона (Weinviertel) в земле Нижняя Австрия. Площадь городской общины составляет 72,89 км², 2,87 % площади покрыто лесом. Город Лаа находится недалеко от реки Тайя, но река не проходит через город, только искусственно созданный канал Тайямюлбах пересекает город.

## Политическая ситуация
По результатам выборов 2010 года бургомистром коммуны является Манфред Фас (Австрийская народная партия) .
Совет представителей коммуны (нем. Gemeinderat) состоит из 29 мест.
- Австрийская народная партия занимает 14 мест.
- СДПА занимает 8 мест.
- ProLaa занимает 6 мест
- АПС занимает 1 место.

## Экономика и инфраструктура

### Местные предприятия
Самое большое промышленное предприятие региона — фирма Jungbunzlauer, которое занимается производством лимонной кислоты и считается одним из самых больших предприятий в мире в этой отрасли. Кроме этого, стоит также упомянуть местную пивоварню Hubertus Bräu, которая берет своё начало ещё в 1454 году.
Под руководством мэра города Фасс успешно была проведена реализация проекта по бурению скважины для добычи термальной воды. В 2002 открылся термальный комплекс «Термы Лаа», который ежегодно принимает около 400 000 гостей. Дополнительно к термальному комплексу в 2005 году был построен четырёхзвёздочный отель «Термы Лаа — Отель и Спа», который соединен с термальным комплексом закрытым мостом-переходом.

### Транспорт
С 1869 город Лаа ан дер Тайя был присоединен к северной железнодорожной ветке, соединяющей Лаа и столицу Австрии Вену. Из Вены в Лаа ходит электричка линии S2 и обратно из Лаа — S9. Железнодорожное сообщение с чешскими городами Хевлин (Hevlín) и Брно было прервано ещё со времен Второй мировой войны. В настоящее время планируется снова создать сообщение между городом Лаа ан дер Тайя и чешскими городами Хевлин и Брно.

## Культура и достопримечательности

### Музеи
- Музей пива
- Краеведческий музей южной Моравии
- Музей карет
- Музей военной одежды (частная коллекция, публичная выставка запланирована)

### Сооружения
До наших дней в Лаа сохранились некоторые сооружение, например, городская крепость, частично сохранилась городская стена, приходская церковь и церковный двор, госпиталь и старая ратуша.
Лаарская крепость служила в первую очередь, как последнее место для отступления при угрозе, а не в качестве жилой крепости. После 1400 года была построена башня в форме кадки для масла (Butterfassturm), позднее были построены жилые и хозяйственные помещения. В течение столетия владельцами являлись различные дворянские роды, до 2007 года крепость находилась в частном владении Андреаса Хофера. После долголетних стараний городской власти в 2007 году наконец удалось приобрести крепость, которая является символом старинного города. В настоящее время в крепости размещен первый австрийский музей пива.
Остатки городской стены находятся на северо-западе города. В так называемой «вытянутой башне» (Reckturm) находится «шведское ядро», которое сохранилось ещё со времен шведской осады.
Городская ратуша была построена к 50-му управленческому юбилею короля Франца Йозефа I в 1898/1899 годах. На строительство было потрачено 140 000 крон. В октябре 1899 года состоялось первое заседание магистрата. В настоящее время в ратуше находится городское управление, банк, геодезическое управление.
Православный храм Архистратига Михаила (освящён 1 октября 2018 года). Здание представляет собой уменьшенную копию церкви Покрова на Нерли: высота с крестом 17 метров, площадь застройки 13×14 м.

## Регулярные мероприятия
Каждый год в августе в городе проходит луковый праздник и в декабре процессия Святого Николая. Международная радиовыставка происходит раз в два года и привлекает посетителей из всей Центральной Европы.

## Известные уроженцы
- Бергауэр, Йозеф (1880—1947) — австрийский актёр театра и кино, певец, писатель и публицист.